# Clyde Sefton
Kevin „Clyde“ Sefton (* 20. Januar 1951 in South Purrumbete, Victoria (Australien)) ist ein ehemaliger australischer Radrennfahrer.

## Sportliche Laufbahn
Clyde Sefton wuchs auf einer Milchfarm auf. Sein erstes Radrennen fuhr er auf Initiative seines älteren Bruders Ian. Mit 13 Jahren bestritt er sein erstes Radrennen, mit 16 feierte er seinen ersten Sieg. Zudem trainierte er mit Gewichten und bestritt auch Boxkämpfe. Neben seinem Radsporttraining arbeitete er weiter auf der Farm der Familie sowie im 35 Kilometer entfernten Camperdown als Maurer. In der Mittagspause trainierte er, indem er auf den nahegelegenen Mount Leura (320 Meter hoch) fuhr, um anschließend bis 17 Uhr wieder zu arbeiten und dann wieder auf der Farm tätig zu sein.
Mit 20 Jahren erklärte Sefton die Teilnahme an den Olympischen Sommerspielen 1972 in München zu seinem Ziel. Dafür zog er nach Mulgrave zu seinem Trainer Ken Trowell. Er startete im 
olympischen Straßenrennen als zuvor unbekannter Sportler und errang die Silbermedaille. Damit war er der erste Australier, der eine olympische Medaille im Straßenradsport gewann und bis 2004 der einzige männliche. Im Mannschaftszeitfahren kam er auf den 17. Rang. Im Jahr darauf gewann er die Tour of Scotland, und 1974 errang er bei den Commonwealth Games in Christchurch die Goldmedaille im Straßenrennen. 1976 nahm Sefton ein zweites Mal an Olympischen Spielen teil und belegte im olympischen Straßenrennen Platz 28 und im Mannschaftsrennen Rang neun (mit Ian Chandler, Remo Sansonetti und Sal Sansonetti).
1977 trat Sefton zu den Profis über. Bis 1983 fuhr er hauptsächlich bei italienischen Mannschaften. 1978 wurde er jeweils Zweiter des Giro della Romagna, der Herald Sun Tour sowie des Giro del Piemonte. 1980 gewann er das Sechstagerennen von Melbourne, gemeinsam mit Peter Delongville; er startete auch beim Sechstagerennen in Dortmund. 1981 wurde er australischer Meister im Straßenrennen und gewann die Herald Sun Tour. Zudem errang er mehrfach Podiumsplätze bei internationalen Rennen und gewann nationale Rennen.
Heute lebt Clyde Sefton in der Nähe seines Heimatortes und betreibt eine Farm zur Zucht von Wild.

## Erfolgsliste
1972
- Olympische Spiele – Straßenrennen

1973
- Gesamtwertung und eine Etappe Tour of Scotland

1974
- Commonwealth Games – Straßenrennen
- zwei Etappen  Giro Ciclistico d’Italia

1976
- Australischer Amateur-Meister – Straßenrennen

1978
- zwei Etappen Herald Sun Tour

1979
- eine Etappe Herald Sun Tour

1980
- Sechstagerennen Melbourne (mit Peter Delongville)

1981
- Australischer Meister – Straßenrennen
- Gesamtwertung und vier Etappen Herald Sun Tour

1982
- zwei Etappen Herald Sun Tour

1983
- drei Etappen Herald Sun Tour